# November 2002
Dit artikel geeft een chronologisch overzicht van alle belangrijke gebeurtenissen per dag in de maand november van het jaar 2002.

## Gebeurtenissen

### 1 november
- Marokko - Bij een brand in de gevangenis van El Jadida komen 49 personen om.
- Ruimtevaart - Frank De Winne komt aan in het internationale ruimtestation ISS.

### 2 november
- Nederland - Opening Beneluxlijn een verlenging van de Calandlijn van de Rotterdamse metro.

### 3 november
- België - Premier Guy Verhofstadt wordt aangereden door een auto op een rotonde in Bachte-Maria-Leerne, een deelgemeente van Deinze.
- De vulkaan El Reventador, die 20 jaar rustig was gebleven, barst uit. De noodtoestand moest worden uitgeroepen in de stad, die volledig door as bedekt werd. Zelfs de meer dan 1000 km verderop gelegen Galápagoseilanden kregen met de vallende as te maken.
- Turkije - De conservatieve partij AKP wint overtuigend de parlementsverkiezingen in 2002. Ze krijgt 363 van de 550 zetels en zorgt voor een politieke aardverschuiving.

### 5 november
- België - Delsey Airlines, eind mei opgestart als VG Airlines, vraagt ongeveer 1 jaar na het faillissement van de nationale luchtvaartmaatschappij Sabena het faillissement aan. Bij het bedrijf werken 250 mensen, voornamelijk ex-Sabena-medewerkers.
- Israël - Premier Sharon schrijft nieuwe verkiezingen uit, nadat zijn pogingen steun te verwerven van de Likudpartij zijn mislukt (zie ook 30 oktober). Voormalig premier Benjamin Netanyahu wil als Likudleider de verkiezingen in, die waarschijnlijk al in januari 2003 zullen plaatsvinden.
- Verenigde Staten - De Republikeinen winnen bij tussentijdse verkiezingen. De partij breidt haar meerderheid in het Huis van Afgevaardigden uit, en neemt die in de senaat over.

### 6 november
- Luxemburg - In buurt van Niederanven, nabij de luchthaven van Luchthaven Luxemburg-Findel stort een Fokker 50 van de luchtvaartmaatschappij Luxair neer, er zijn 20 doden.
- Frankrijk - In Nancy zijn 12 mensen omgekomen nadat een trein van de Deutsche Bahn in brand vloog.
- Verenigde Staten van Amerika - Bij verkiezingen voor de Senaat en het Huis van Afgevaardigden boekt de Republikeinse Partij van president George W. Bush winst en heeft nu een meerderheid in beide huizen.
- Nederland - Verbod op tabaksreclame. Per 1 januari 2003 zal het ook verboden zijn in tijdschriften; in 2006 moet zelfs de autoracerij er in Nederland mee stoppen.

### 8 november
- VN - De VN-Veiligheidsraad heeft unaniem zijn goedkeuring gegeven aan de nieuwe Irak-resolutie, Veiligheidsraadresolutie 1441. Irak krijgt een week de tijd om deze resolutie te aanvaarden en wapeninspecteurs toe te staan.
- Al Qaida claimt op de 'al Neda' website de aanslag op de synagoge in Tunesië, de verwoesting van twee schepen in Jemen en de aanslagen op nachtclubs en bordelen in Indonesië.
- Frankrijk - de Belgische koning Albert II loopt een enkelbreuk op bij een ongeval met de motor niet ver van zijn buitenverblijf in Châteauneuf-de-Grasse.

### 9 november
- Italië - In Florence komen meer dan 500.000 mensen bijeen om te betogen tegen de dreigende oorlog tegen Irak.

### 10 november
- Kazachstan - De Belgische astronaut Frank De Winne is met een Sojoez TM-34-capsule veilig geland in de steppe van Kazachstan.

### 11 november
- Filipijnen - Kort na het opstijgen is in de hoofdstad Manilla een Fokker 27 neergestort.
- Verenigde Staten - In het oosten van de Verenigde Staten komen door zware stormen minstens 30 mensen om.
- Nederland - De openbare verhoren van de Srebrenica-enquête beginnen.
- Verenigde Staten - De Belgische tennisster Kim Clijsters wint het WTA Tour Championships in Los Angeles, het officieuze wereldkampioenschap tennis. In de finale verslaat ze de Amerikaanse Serena Williams, de nummer één van de wereldranglijst.

### 12 november
- Nederland - Wouter Bos wordt gekozen tot PvdA-lijsttrekker.
- Irak - Het parlement van Irak stemt tegen Veiligheidsraadresolutie 1441.

### 13 november
- Irak - De Iraakse ambassadeur, Mohammed Al-Douri, heeft in een brief aan VN-secretaris-generaal Kofi Annan meegedeeld dat Irak akkoord gaat met de nieuwe Irak-resolutie van de Veiligheidsraad van de Verenigde Naties.

### 15 november
- Nederland - Paul Rosenmöller kondigt aan het partijleiderschap van GroenLinks op te geven en na de verkiezingen van 22 januari niet terug te keren in de Tweede Kamer.
- China - Hu Jintao is gekozen als de nieuwe leider van de Communistische Partij. Hij volgt daarbij president Jiang Zemin op.

### 16 november
- Turkije - Een nieuwe regering treedt aan met Abdullah Gül als premier.

### 17 november
- Italië - De Italiaanse ex-premier Giulio Andreotti is tot 24 jaar cel veroordeeld voor de moord op een journalist in 1979. De 83-jarige Andreotti werd echter direct in vrijheid gesteld, in afwachting van hoger beroep.

### 18 november
- Irak - De eerste wapeninspecteurs van de Verenigde Naties komen aan in Bagdad. Het team staat onder de leiding van Hans Blix.
- Cyprus - De Grieks-Cypriotisch regering wil praten over het plan van de Verenigde Naties om het verdeelde eiland terug te herenigen.

### 19 november
- Atlantische Oceaan - Voor de kust van Spanje en Portugal is de olietanker "Prestige" in twee stukken gebroken en gezonken. De tanker liep op 13 november op de rotsen. Er wordt gevreesd voor een ecologische ramp, na enkele dagen is ongeveer 20% van de 77 000 ton olie in zee gekomen.

### 20 november
- Nederland - CDA en SP winnen tussentijdse gemeenteraadsverkiezingen.
- Het Nederlands voetbalelftal maakt indruk met een 3-1 overwinning op Duitsland in een vriendschappelijk duel in Gelsenkirchen. Doelpuntenmakers voor Oranje zijn Patrick Kluivert, Jimmy Floyd Hasselbaink en Ruud van Nistelrooy.

### 21 november
- NAVO - De NAVO besluit tot uitbreiding met zeven Oost-Europese landen: Bulgarije, Estland, Letland, Litouwen, Roemenië, Slowakije en Slovenië.

### 22 november
- Nigeria - De Miss World-verkiezing zal op 7 december niet doorgaan in Nigeria, maar zal plaatsvinden in Londen, Engeland. De redenen hiervoor zijn de bloederige rellen van de voorbije dagen in Kaduna, nadat een krant had geschreven dat Mohammed zich waarschijnlijk een vrouw had uitgezocht uit deze schoonheden. Deze kostten aan meer dan 200 mensen het leven.

### 23 november
- Nederland - De schrijver en televisiepersoonlijkheid Boudewijn Büch sterft aan een hartstilstand.
- Verenigde Staten - De Amerikaanse zwemster Natalie Coughlin verbeterd in New York het wereldrecord op de 100 m wisselslag tot 58,80.

### 24 november
- Oostenrijk - De conservatieve partij ÖVP van Wolfgang Schüssel heeft de vervroegde parlementsverkiezingen gewonnen. De rechts-populistische partij FPÖ van Jörg Haider verliest fors.

### 25 november
- Nederland - Volkert van der G. bekent dat hij Pim Fortuyn doelbewust heeft doodgeschoten.
- Irak - De eerste VN-wapeninspecteurs komen aan in Bagdad.

### 26 november
- België - In de Antwerpse district Borgerhout is de 27-jarige Marokkaan Mohammed Achrak doodgeschoten, hij was op bezoek bij zijn vader, door een 66-jarige buurman. Achteraf braken er zware rellen uit, volgens sommige aangewakkerd door de voorman van de Arabisch-Europese Liga Dyab Abou Jahjah.

### 28 november
- België - De voorman van de Arabisch-Europese Liga Dyab Abou Jahjah is opgepakt en aangehouden.
- Kenia - Bij een bomexplosie in hotel Paradise in Mombassa vallen 14 doden. Kort na de explosie worden twee raketten afgevuurd op een Israëlisch chartervliegtuig dat niet geraakt werd.
- Israël - Bij een schietpartij in de Noord-Israëlische plaats Beit Shean zijn zes mensen om het leven gekomen, waaronder twee aanvallers.

## Overleden
<< · januari · februari · maart · april · mei · juni · juli · augustus · september · oktober · november · december · >>